# Воммелс
Воммелс (нід. Wommels) — село в нідерландській провінції Фрисландія. Входить до муніципалітету Південно-Західна Фрисландія.
Його площа становить 10,28км², а населення станом на 2021 рік складало 2 370 осіб.
Перша згадка про населений пункт датується другою половиною 13-ого сторіччя.

## Галерея

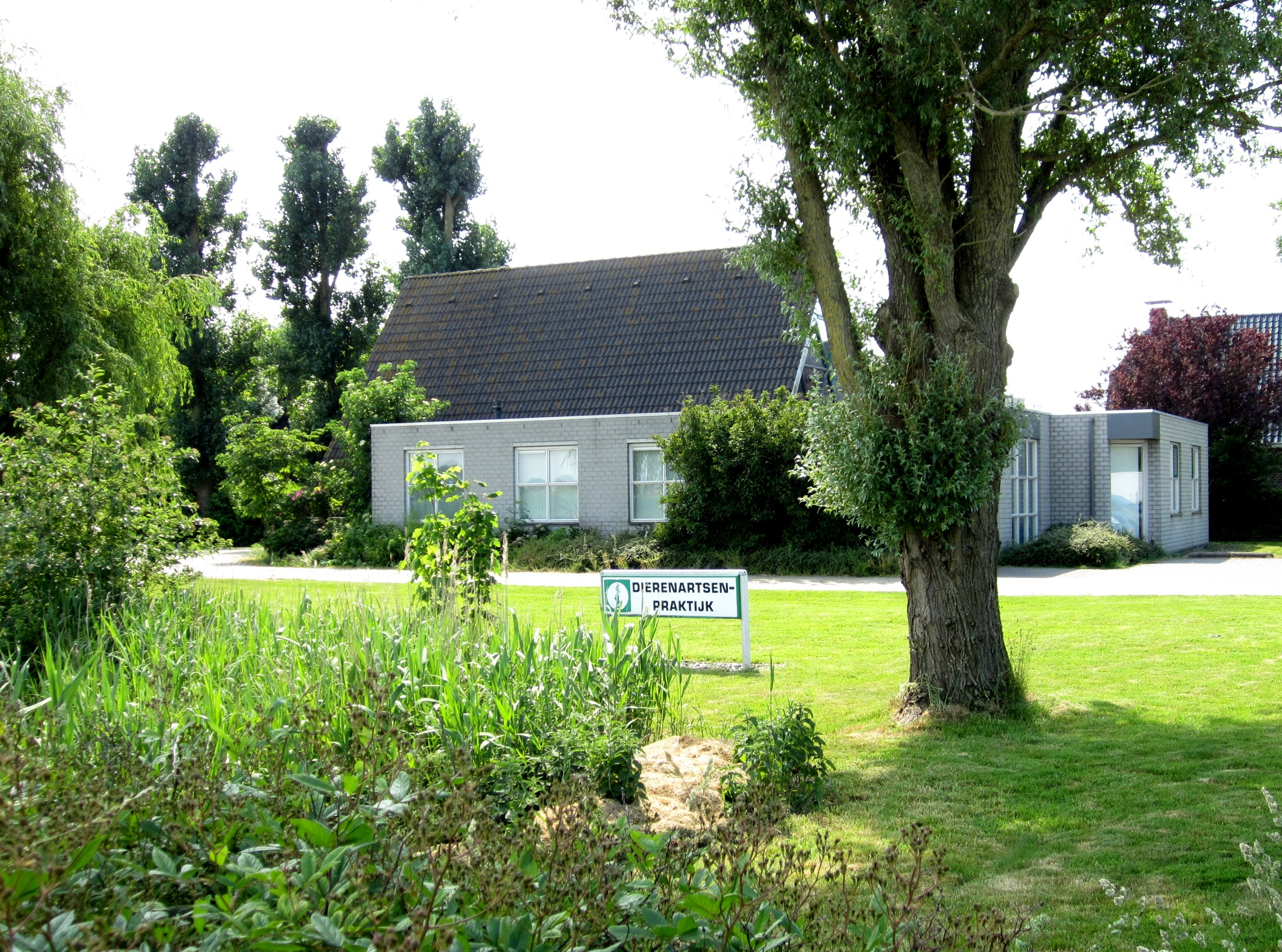
Ветеринарна клініка
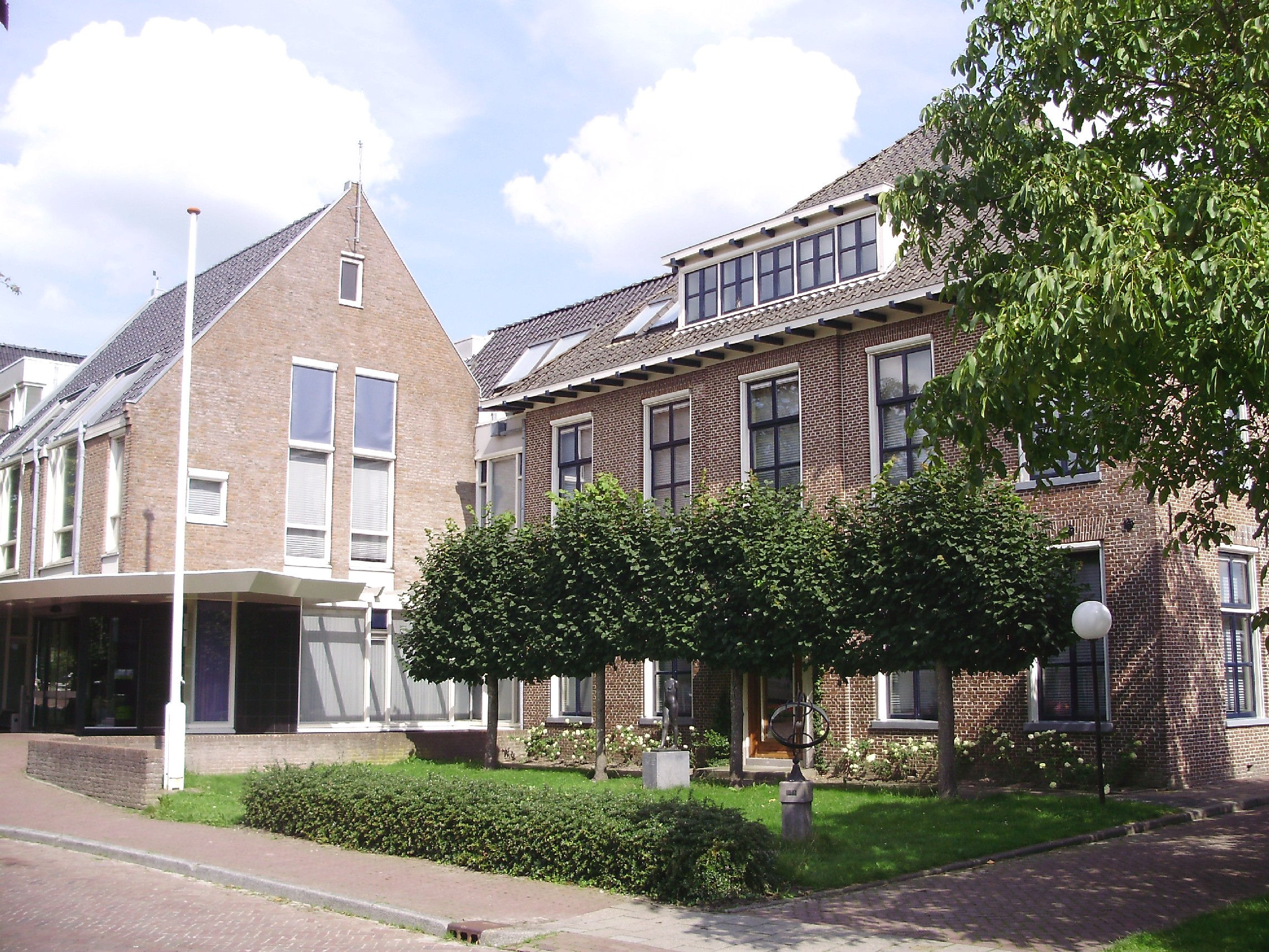
Будівля колишньої мерії
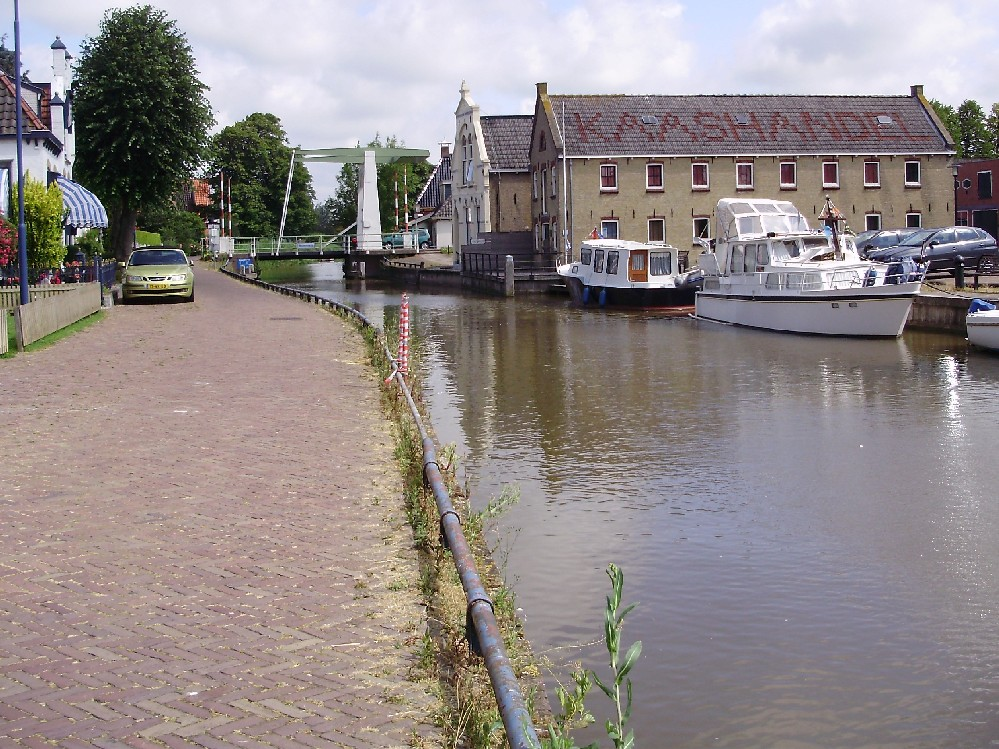
Вид уздовж каналу
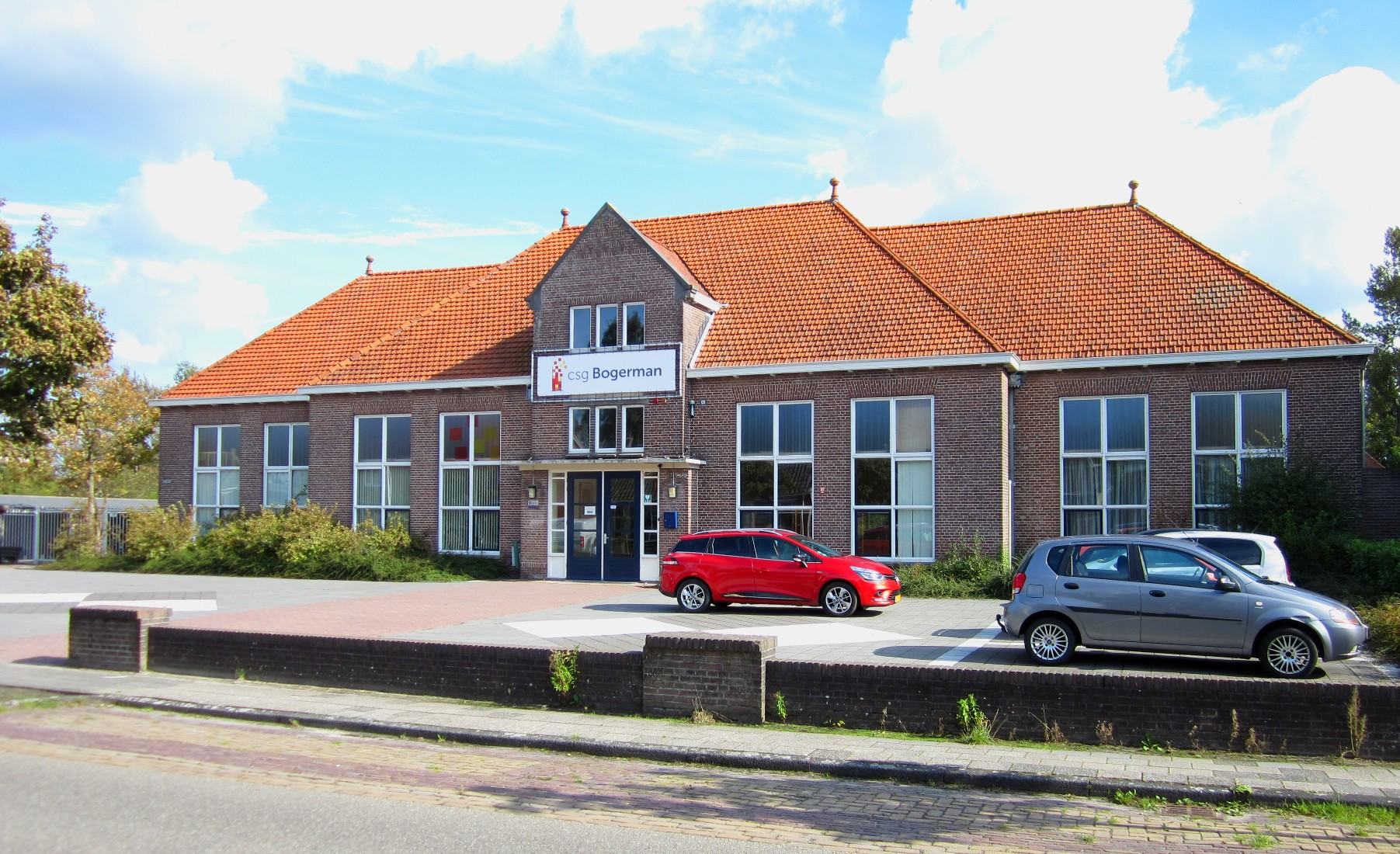
Будівля колишньої середньої школи